# UPIXO in Action: Mission in Snowdriftland
UPIXO In Action: Mission in Snowdriftland (o simplemente Mission in Snowdriftland) fue un juego de plataformas basado en Adobe Flash creado por Extra Toxic, con la ayuda de Nintendo. Duplicando como un juego y un calendario de Adviento anunciando diferentes productos Nintendo, todos los días del 1 de diciembre al 24 de diciembre de 2006, se añadió un nivel extra al juego. Cada nivel está lleno de enemigos y 24 copos de nieve. Recogiendo cada copo de nieve en un nivel de descargas secretas. Se suponía que el juego iba a ser desconectado el 14 de enero, pero se retrasó hasta el 16 de enero - ahora ya no está disponible aunque el sitio todavía está en línea (gracias a los jugadores). El juego fue anotado por Fabian Del Priore. Recientemente se anunció que el juego se revivirá como una edición de los Juegos Indie para diciembre de 2010.

## Línea argumental
El Pix, un pingüino malvado, ha robado archivos de juegos del Mundo Humano, y se fue con ellos a su guarida en Snowdriftland. UPIXO (United Pixelheroes Organisation) no tiene ni idea de qué hacer, ya que la región es demasiado fría para que alguien sobreviva. Sin embargo, el ayudante del jefe de UPIXO, el profesor Schwabbel, destaca a Chubby Snow, un muñeco de nieve viviente que se queja en la recepción porque todos sus papeles de videojuego han sido malos hasta ahora, y le pide que recupere los archivos del juego. Todos los días en diciembre de 2006, un nuevo nivel en la aventura de Chubby se vuelve accesible, lo que lleva al enfrentamiento final con El Pix el 24 de diciembre.

## Jugabilidad
El juego se divide en 4 áreas: Trozos flotantes de hielo, un bosque, un iceberg y la guarida de El Pix. Cada área tiene 6 etapas (el número de la etapa corresponde al día de su estreno en diciembre de 2006), para un total de 24. Cada etapa contiene 24 copos de nieve, que puedes recoger para desbloquear las recompensas por los archivos de juego/consola que has conseguido recuperar durante ese nivel. No es necesario superar una etapa para acceder a la siguiente, sin embargo hay una recompensa por conseguir todos los copos de nieve en cada etapa, y no se puede acceder a la batalla final hasta que haya terminado todas las etapas. Al principio, Chubby sólo puede recibir 3 golpes antes de morir. Unos pocos niveles contienen potenciadores ocultos como contenedores de corazón extra, que añadirán un corazón extra permanente al medidor de vida de Chubby.